# Amido Baldé
Amido Baldé (Bissau, 16 mei 1991) is een voetballer uit Guinee-Bissau met tevens de Portugese nationaliteit. Hij staat sinds 2016 onder contract bij het Portugese CS Marítimo. In 2015 debuteerde hij in het Guinee-Bissaus voetbalelftal.

## Clubstatistieken
| Seizoen | Club               | Competitie          | Duels | Goals |
| ------- | ------------------ | ------------------- | ----- | ----- |
| 2010/11 | → CD Santa Clara   | Liga de Honra       | 5     | 0     |
| 2010/11 | → CD Badajoz       | Segunda División B  | 13    | 4     |
| 2011/12 | → Cercle Brugge    | Jupiler Pro League  | 22    | 6     |
| 2012/13 | Vitória SC         | Primeira Liga       | 27    | 9     |
| 2013/14 | Celtic FC          | SPL                 | 20    | 3     |
| 2014/15 | → Waasland-Beveren | Jupiler Pro League  | 14    | 1     |
| 2014/15 | → Hapoel Tel Aviv  | Ligat ha'Al         | 9     | 0     |
| 2015/16 | FC Metz            | Ligue 2             | 8     | 0     |
| 2015/16 | Benfica Luanda     | Girabola            | ?     | ?     |
| 2016/17 | CS Marítimo        | Liga NOS            | 2     | 0     |
| 2016/17 | → CD Tondela       | Liga NOS            | 2     | 0     |
| 2017/18 | CS Marítimo        | Liga NOS            | 0     | 0     |
| 2017/18 | KF Kukësi          | Kategoria Superiore | 7     | 2     |
| Totaal  | Totaal             | Totaal              | 129   | 25    |